# 善入寺島

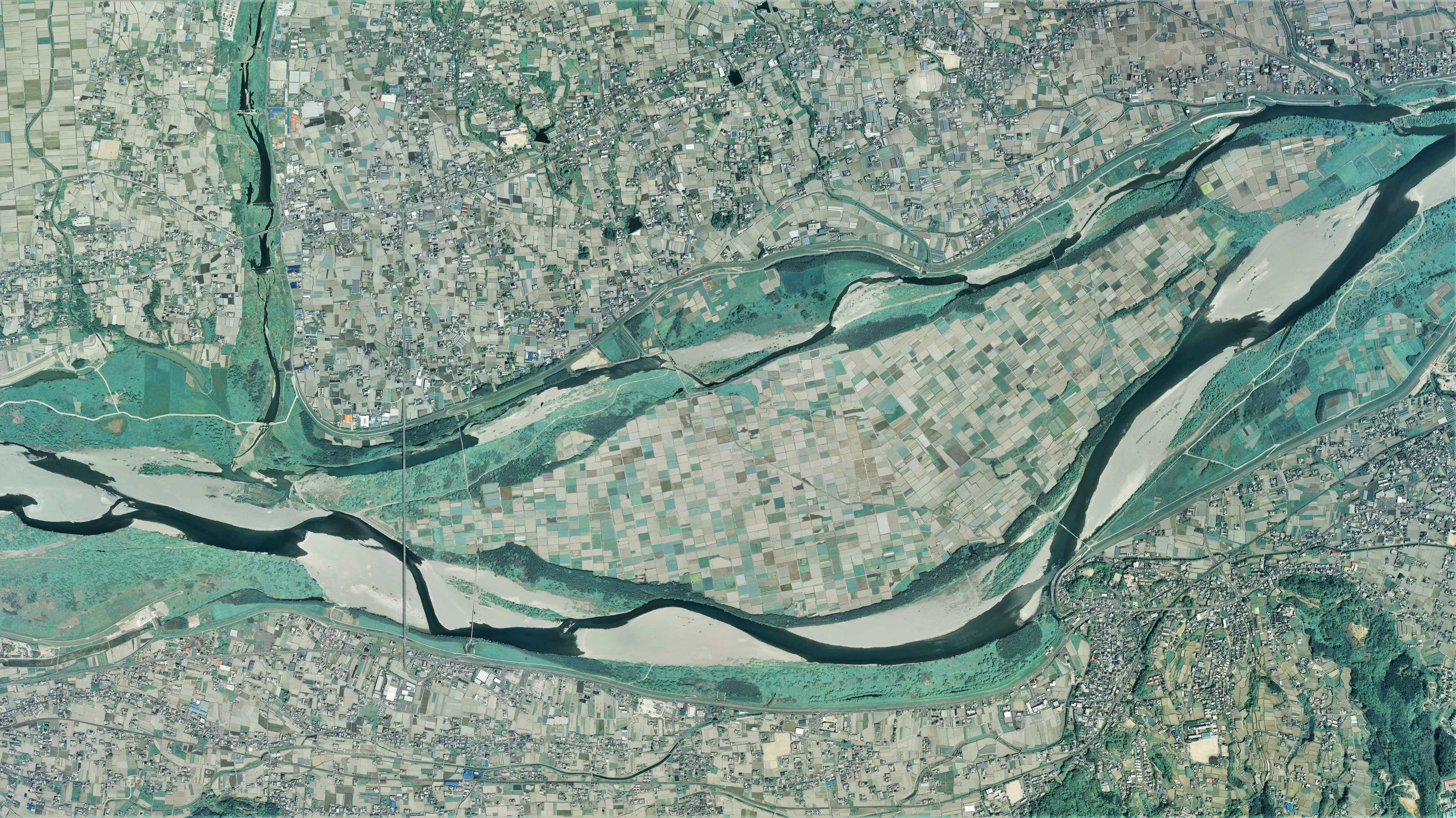
善入寺島周辺の空中写真。2014年4月24日撮影の6枚を合成作成。。

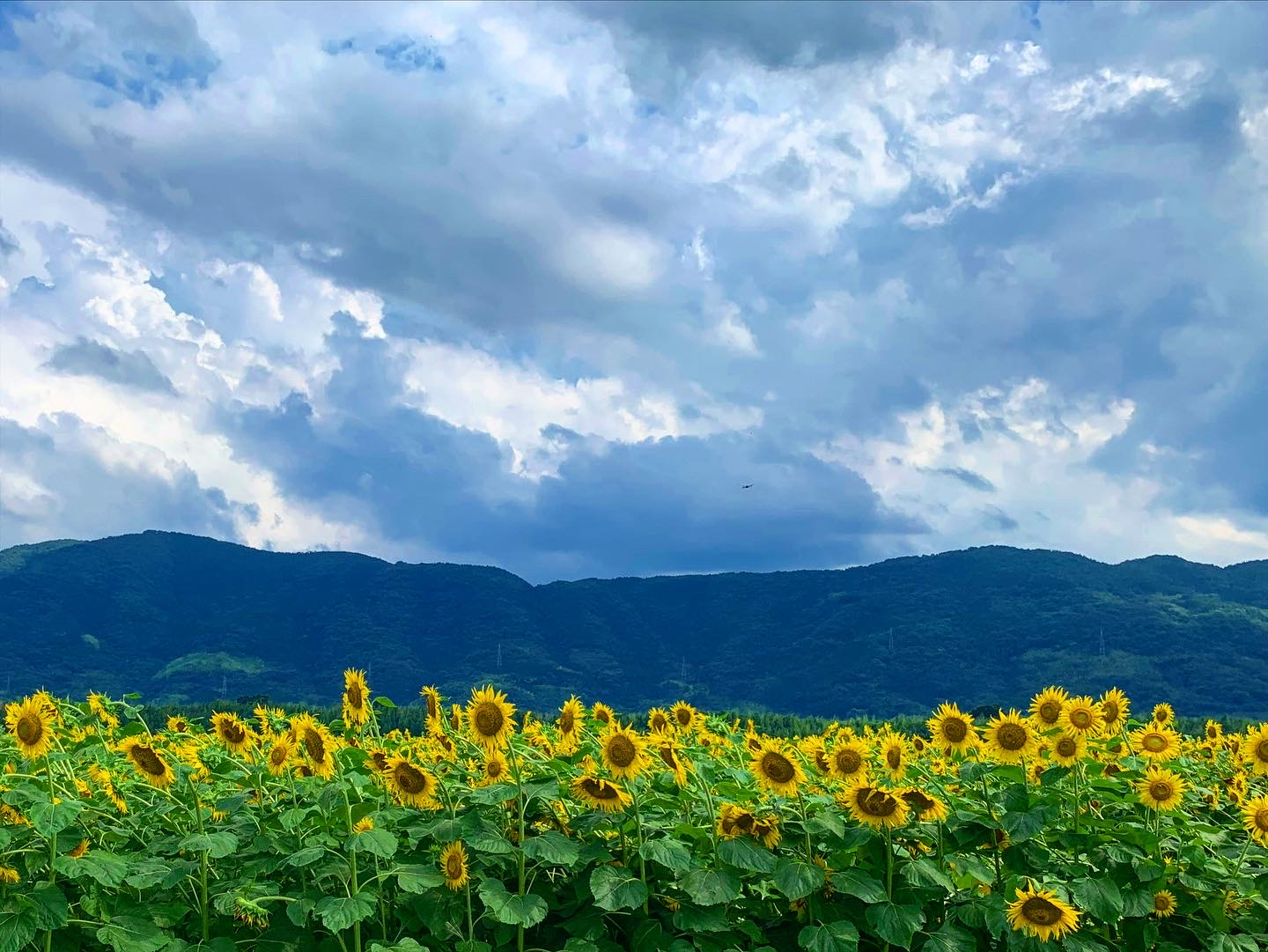
善入寺島のひまわり

善入寺島（ぜんにゅうじとう）は、徳島県阿波市・吉野川市にある吉野川の中州。古くは粟島と呼ばれている。四国のみずべ八十八カ所選定。

## 地理
吉野川にある日本最大の川中島で、吉野川河口から約30km付近にあり、東西6km、南北1.2km、広さは約500ヘクタールである。島内には阿波市市場地区と吉野川市川島地区の境界がある。
1907年（明治40年）に開始された吉野川の第一期改修工事によって全島買収され、1915年（大正4年）より遊水池として整備された。それ以前は約506戸、3,000人が島内に住んでいた。島の大きさは東西6 km、南北1.2 km、面積は500 ha。当時は阿波郡粟島村・宮の島村などいくつかの村が存在し、学校が2校と浮島八幡宮などの神社が存在した。現在でも当時の島民の生活がわかる史跡が数多く残っている。
現在も耕作が長年に渡り行われ、優良農地として活用されているとともに、徳島県の主要な野菜産地として位置づけられており、冬はダイコン・ハクサイ・キャベツ・ニンジン・レタス等、夏は水稲・カボチャ・スイカ・キュウリ・ナス等が作られている。また近年は、多面的機能事業により景観作物として夏はヒマワリ、秋にはコスモスが咲き乱れ、徳島県における観光名所として定着している。

## 橋梁
- 善入寺島に架かる橋は計6橋で、すべて潜水橋。

| 橋       | 道路                        | 完成   |
| -------- | --------------------------- | ------ |
| 大野島橋 | 徳島県道237号切幡川島線     | 1952年 |
| 川島橋   | 徳島県道2号津田川島線       | 1963年 |
| 千田橋   | 徳島県道2号津田川島線       | 1955年 |
| 学島橋   | 徳島県道125号市場学停車場線 | 1955年 |
| 学北橋   | 徳島県道125号市場学停車場線 | 1961年 |
| 香美橋   | 徳島県道125号市場学停車場線 | 1952年 |

## 交通
- JR徳島線阿波川島駅を下車、徒歩約10分。